# Modify (Film)
Modify ist ein Dokumentarfilm (USA 2005), der sich mit verschiedensten Varianten von Körperkunst und Körpermodifikation befasst.

## Inhalt
Dieser Film beschäftigt sich mit gesellschaftlich akzeptierten (z. B. Schönheitsoperationen) und anderen Formen von Veränderungen. Dabei ist es nicht einfach zu sagen, wo die Grenze zwischen Modifikation und Verstümmelung verlaufen. Thematisiert werden Piercings sowie das Weiten selbiger, Tätowierungen, Skarifizierungen, Implantate, Body-Suspension, Travestie, Geschlechtsangleichende Operationen, Plastische Chirurgie und Bodybuilding.
Im Film sind über 30 Menschen zu sehen, die ihre Körperoberfläche dauerhaft auf teilweise sehr ungewöhnliche Art verändert haben. Die ausführenden Künstler, Ärzte, Cutter und Tätowierer sprechen über die Erfahrungen bei der Umsetzung der jeweiligen Modifikation, sodass auch über die Ideen, Hintergründe, Traditionen und Zeremonien einiges zu lernen ist.

## Künstler (Auswahl)
- The Lizardman, geboren am 17. Juli 1972 als Erik Sprague, hat eine Verwandlung zum Echsenmann vollzogen. Dazu gehören angeschliffene Zähne, eine Zungenspaltung und ein Ganzkörper-Tattoo mit Echsenschuppenmusterung, das in insgesamt 650 Stunden angefertigt wurde.

- Stalking Cat, geboren am 27. August 1958 als Dennis Avner hat für seine Verwandlung zum Tigermenschen über 100.000 US-Dollar investiert. Dazu gehören unter anderem Ganzkörper- und Gesichts-Tattoos, Umschleifen der Zähne in Richtung Raubtiergebiss, Kontaktlinsen mit senkrechtem Schlitz und die Möglichkeit Schnurrhaare zu tragen.

- Jim Ward ist ein Pionier des modernen Piercing. 1975 eröffnete er in Los Angeles sein erstes Piercing-Studio The Gauntlet. 1978 eröffnete er eine große kommerzielle Ladenkette in San Francisco und New York.

- Zamora alias Tim Cridland ist unter anderem Feuerspucker, Schwertschlucker und Scherbenesser.

## Ausblick, Auszeichnungen
Der Film lief nicht in den europäischen Kinos oder Festivals, es gab nur zwei Sondervorstellungen zur Dortmunder Tattoo Convention 2005, wo der Film auf der Convention selbst und im CineStar Kino Dortmund je einmal gezeigt wurde.
Die DVD ist am 1. April 2006 erschienen in einer US-Version (NTSC, ohne Extras) und Europa-Version (PAL, Engl. + Deutsch Untertitel, Trailer als Extra auf der DVD).
Durch einen in der Szene bekannten Piercer/Schmuckhersteller wird diese DVD in Europa vertrieben.
Die DVD ist ab 18 Jahren freigegeben und die US- sowie die Euro-Fassung enthalten exakt die gleiche ungekürzte „uncut Version“ der Dokumentation. Der Film ist für mehrere Filmfestivals gemeldet und ist bisher auf 6 Festivals gelaufen:
- Tribeca Film Festival, New York 2005
- Festival du Nouveau Cinema, Montreal 2005
- Melbourne International Film Festival 2005
- Hamptons International Film Festival, New Jersey 2005
- Malibu International Film Festival, LA 2006
- Boston Underground Film Festival, 2006 (Best Documentary)